# Каменськуральське
Каменськура́льське (каз. Каменскорал) — село у складі Мендикаринського району Костанайської області Казахстану. Входить до складу Соснівського сільського округу.
Населення — 539 осіб (2021; 852 у 2009, 1166 у 1999, 1713 у 1989).